# Museu Municipal Senador Pinheiro Machado
O Museu Municipal Senador Pinheiro Machado  é um museu brasileiro, situado no município de São Luiz Gonzaga, na Rua São João 1634, no bairro Centro.
O museu está sediado na casa ocupada pelo senador José Gomes Pinheiro Machado quando do seu regresso da cidade de São Paulo, onde bacharelou-se na Academia de Direito. Nela iniciou a sua vida profissional e o apostolado republicano, tendo aí fundado o primeiro Clube Republicano do Rio Grande do Sul. Um dos políticos de maior importância do início do século XX, deu uma contribuição decisiva para a consolidação do regime republicano e sua estabilidade.
Doou a propriedade por escritura de 23 de setembro de 1911 para nela se instalar uma escola de aprendizado agrícola. Hoje, o museu que o tem como patrono abriga valioso acervo, que ajuda a resgatar parte da história de São Luiz Gonzaga e de seu povo. Fazem parte do seu acervo muitos documentos e peças que pertenceram a ilustres figuras da nação, como Deodoro da Fonseca, Borges de Medeiros, Visconde de Pelotas, Getúlio Vargas, Luís Carlos Prestes e ao próprio Pinheiro Machado.
O Museu esta inscrito no Cadastro Nacional de Museus, do Instituto Brasileiro de Museus - IBRAM, sob a id 0521.